# Desmodium guianense
Desmodium guianense là một loài thực vật có hoa trong họ Đậu. Loài này được (Aubl.) DC. miêu tả khoa học đầu tiên.